# Shan He Gu Ren
Shan He Gu Ren (chinês: 山河故人, pinyin: Shānhé gùrén; em francês:  Au-delà des montagnes; Se as Montanhas se Afastam (título em Portugal) ou As Montanhas se Separam (título no Brasil)) é um filme franco-sino-japonês do género drama romântico, realizado e escrito por Jia Zhangke. Foi exibido no Festival de Cannes a 20 de maio de 2015, onde competiu pela Palma de Ouro. Estreou-se na China a 30 de outubro de 2015, em França a 23 de dezembro do mesmo ano, estreia-se no Brasil a 23 de junho de 2016 e em Portugal a 7 de julho do mesmo ano.

## Argumento
A narrativa, dividida em três períodos, descreve o curso das suas principais personagens em mais de vinte anos. No final do século XX, uma jovem chinesa é cortejada por um executivo de futuro promissor e por um mineiro. Ela acaba se casando com um deles, mas a vida traz-lhe deceções. A história começa em 1999 e continua durante os anos 2000-10, enquanto que a parte final passa-se num futuro próximo, na década de 2020.

## Elenco
- Zhao Tao
- Zhang Yi
- Liang Jingdong
- Dong Zijian
- Sylvia Chang
- Rong Zishan
- Liang Yonghao
- Liu Lu
- Yuan Wenqian

## Receção

### Bilheteira
O filme arrecadou 32.22 milhões na bilheteira chinesa.

### Receção crítica
Shan He Gu Ren possui uma classificação de 79/100 no sítio Metacritic. Peter Bradshaw do jornal britânico The Guardian escreveu: "O filme Shan He Gu Ren de Jia Zhang-ke é uma obra incrível e misteriosa à sua maneira, de um cineasta cuja criatividade evolui-se diante dos nossos olhos."
Scott Foundas da revista estado-unidense Variety escreveu: "Shan He Gu Ren é nada menos do que uma obra de crescente ambição e profundamente humanista, como o realizador Jia não anseia tanto para voltar os ponteiros do relógio, nem para atrasá-los."
Derek Elley da revista Film Business Asia deu ao filme uma nota 5 de 10, escrevendo: "uma saga fracamente escrita da amizade [que] vai muito fora dos carris na parte final."

## Banda sonora
- "Go West" (1993) de Pet Shop Boys (nas primeiras e últimas cenas)[10]
- "Take Care" (em chinês:  珍重; 1990) de Sally Yeh[10]